# British School at Rome
La British School at Rome est une institution de recherche du Royaume-Uni à l'étranger, basée à Rome et fondée en 1901. Elle a obtenu une charte en 1912. Elle accueille des résidents pour des périodes allant de trois à douze mois.

## Histoire
Tous les savants, les artistes et les titulaires d'une bourse partagent le même édifice, un bâtiment situé au nord du Pincio dans l'élégant quartier de Parioli.
La structure principale de la British School de Rome a été conçue par Sir Edwin Lutyens (inspirée de l'étage supérieur de la cathédrale Saint-Paul de Londres) pour le pavillon britannique à l'exposition internationale tenue à Rome de 1911 pour célébrer le 50e anniversaire de l'unification de l'Italie.
Peu de temps après, le terrain a été offert par l'État italien pour la création de la BSR et la construction d'un bâtiment permanent a été achevée en 1916. Il se situe au 61 via Antonio Gramsci.
Le directeur de la British School est Chris Wickham, depuis 2020.
L'institution est placée sous la tutelle de la British Academy et reçoit des dons privés.

## Disciplines et prix
Les récipiendaires sont issus de nombreux organismes et institutions appartenant au Commonwealth, qui se voient offrir des séjours d'études d'une durée de trois à douze mois. Le bâtiment possède une bibliothèque et de nombreux ateliers et chambres.
Les étudiants hébergés abondent dans les disciplines suivantes :
- Archéologie de l'Italie et la Méditerranée ;
- Histoire Antique et médiévale ;
- Études de la Renaissance et du siècle des lumières ;
- Études italiennes modernes ;
- Histoire de l'architecture ;
- Architecture, y compris l'architecture de paysage
- Arts visuels

## Directeurs
- Gordon McNeil Rushforth – Premier directeur[1]
- Sir Henry Stuart-Jones (1903–1905)[2]
- Thomas Ashby (1906–1925)[3]
- Bernard Ashmole (1925–1928)[4]
- Arthur Smith (1928 – 1930, 1932)[5]
- Ian Richmond (1930–1932)[6]
- Arthur Smith (1932) – Deuxième mandat[5]
- Colin Hardie (1933–1936)[7]
- Ralegh Radford (1936–1939)[8]
- Pas de directeur durant la Seconde Guerre mondiale (1939–1945)
- John Bryan Ward-Perkins (1946–1974)[9]
- David Whitehouse (1974–1984)[10]
- Donald A. Bullough (1984)[11]
- Graeme Barker (1984–1988)[12]
- Richard Hodges (1988–1995)[13]
- Andrew Wallace-Hadrill (1995–2009)[14]
- Christopher Smith (2009–2017)[15]
- Stephen Milner (2017–2020)[16]
- Chris Wickham (2020–2021)[17]
- Abigail Brundin (2021 – en cours)[18]